# Robert Gabriel
Robert Gabriel, né le 19 juin 1923 à Marseille et mort le 4 novembre 2020 dans la même ville, est un alpiniste français. 

## Biographie
Membre du Groupe de haute montagne (1947), il est connu notamment pour ses courses de haut-niveau dans les Alpes durant les années 1950 en compagnie de Georges Livanos.